# Baños califales (Córdoba)
Los Baños califales son unos antiguos baños árabes de Córdoba (España), construidos por el califa cordobés al-Hakam II en el siglo X y que formaban parte del antiguo Alcázar andalusí. Fueron ampliados en época taifa y más tarde por el Imperio almohade, aunque tras la conquista castellana de Córdoba, durante el reinado de Alfonso XI, fueron soterrados.
A pesar de que se excavaron en 1691, y se volvieron a descubrir casualmente en 1903, las excavaciones arqueológicas se produjeron entre los años 1961 y 1964. En 1985 se inscribieron como bien de interés cultural,además de formar parte del centro histórico de Córdoba que fue declarado Patrimonio de la Humanidad por la Unesco en 1994. Abiertos al público desde 2006, en 2024 fueron visitados por 117.669 visitantes.

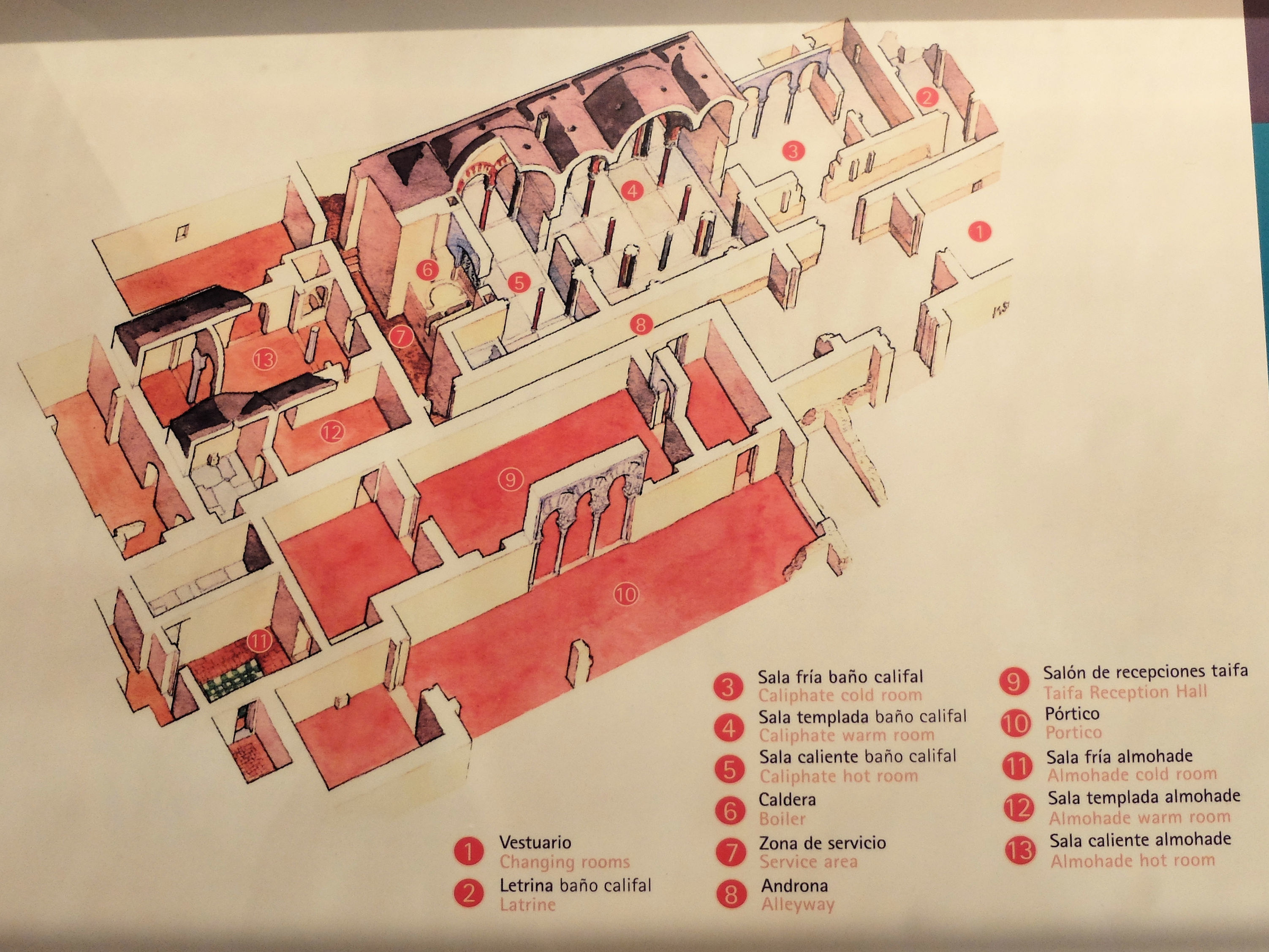
Plano de los baños califales

## Historia y disposición

### Baños califales(sigloX)

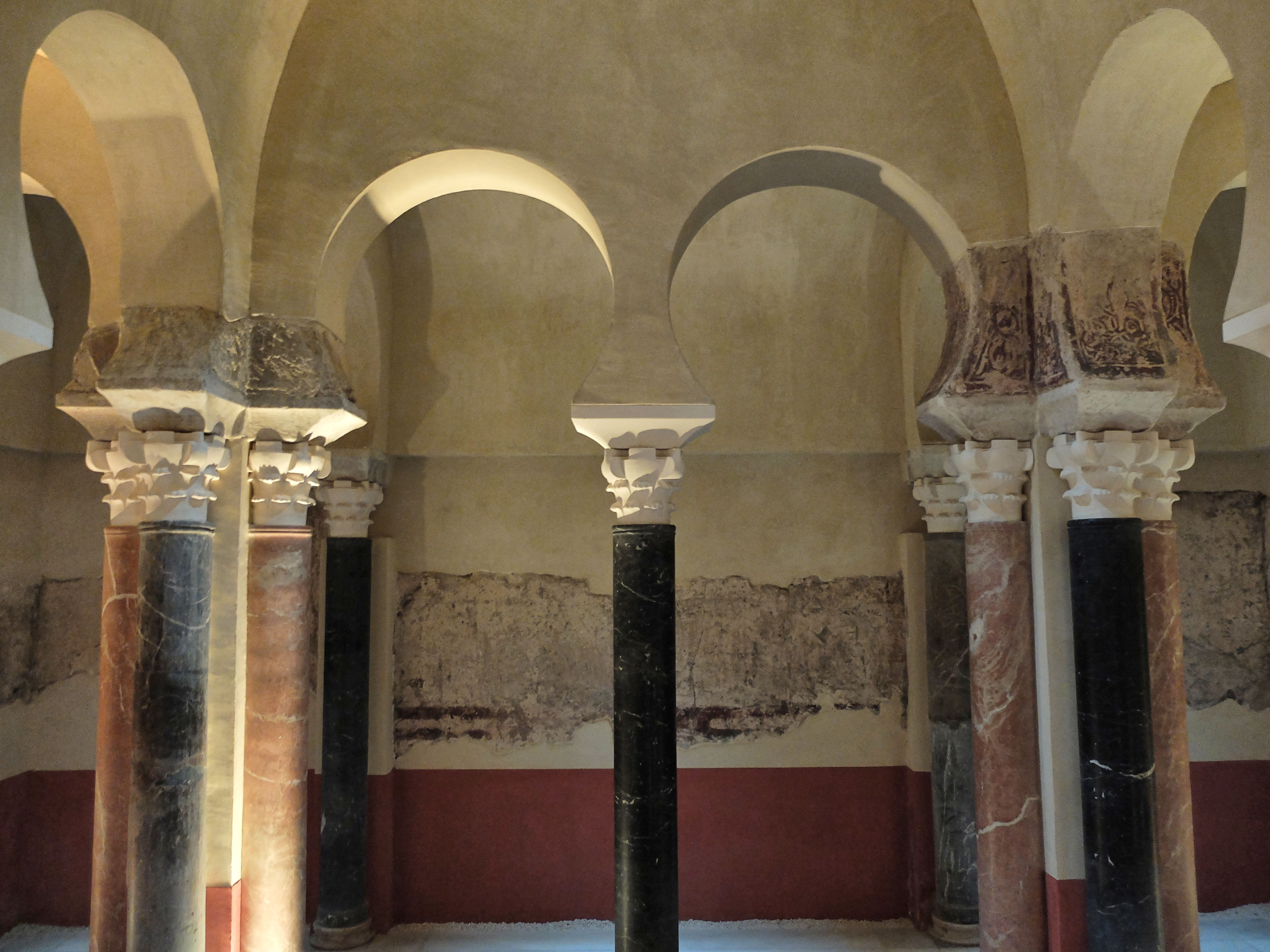
Sala templada (bayt al-wastany) de los baños califales construidos durante el califato de al-Hakam II en el

Estos baños árabes o hammam, pertenecientes al desaparecido Alcázar andalusí, posiblemente fueran los más importantes de la ciudad. Las abluciones y limpieza corporal constituían una parte esencial en la vida del musulmán. Eran preceptivos de la oración, además de constituir un rito social.
El monumento está compuesto en varias partes construidas en diversas etapas andalusíes, perteneciendo el núcleo original a la zona construida bajo el gobierno del califa Alhakén II (r. 961-976) para su disfrute y el de su corte, formando un conjunto de estancias con muros de sillería. La entrada se encontraba en línea recta frente a un pórtico y el vestuario, mientras que el resto de salas principales, que replican el orden heredado de las termas romanas de sala fría, templada y caliente, quedaban ocultas al exterior al construirse en recodo. Junto al vestuario (bayt al-maslaj), asimismo, se encontraban una letrina y un pasillo que llevaba a otras zonas del palacio. En la sala fría (bayt al-barid) se realizaba la renovación espiritual o purificación tanto al salir como al entrar de los baños, mientras que en la sala templada (bayt al-wastany) el califa recibía masajes, afeitados y cuidado del cabello. Debido a que en esta estancia debía estar más tiempo, era la de mayor dimensiones y con las decoraciones más ricas. Por último, bajo la sala caliente (bayt al-sajun) se encontraba el hipocausto y su disposición era rectangular con dos espacios laterales para pilas de agua caliente, entre los cuales, detrás del muro, se encontraba el horno y la caldera. En esta habitación ocurrieron dos regicidios muy relacionados con la Caída del califato: en ella sus propios esclavos asesinaron al califa Alí ben Hamud (r. 1016-1018), mientras que los propios ciudadanos hicieron lo mismo con el califa Abderramán V (r. 1023-1024), quien gobernó menos de dos meses, debido al descontento popular por albergar tropas africanas intramuros. Tanto en la sala templada como en la caliente aparecen las bóvedas con característicos lucernarios en forma de estrella de ocho puntas, soportadas por arcos ultra semicirculares sobre capiteles y columnas de mármol.

### Salón de recepciones taifa(sigloXI)
Durante la dominación de la Taifa de Sevilla de Córdoba (1070-1091), los reyes de taifas construyeron un salón de recepciones que estaba porticado y precedido por un surtidor de agua y un espacio ajardinado dividido en cuatro áreas por dos canales. En este lugar se hallaron numerosas yeserías talladas con motivos de ataurique y franjas epigráficas, actualmente guardadas en el Museo Arqueológico de Córdoba, tanto de la época taifa como de almorávides y almohades, lo que prueba su uso continuado hasta el siglo XIII. Este gran espacio estaba flanqueado por dos salas que lo unían con el pasillo de la leñera y con los baños almohades construidos posteriormente.

### Baños almohades(sigloXII)

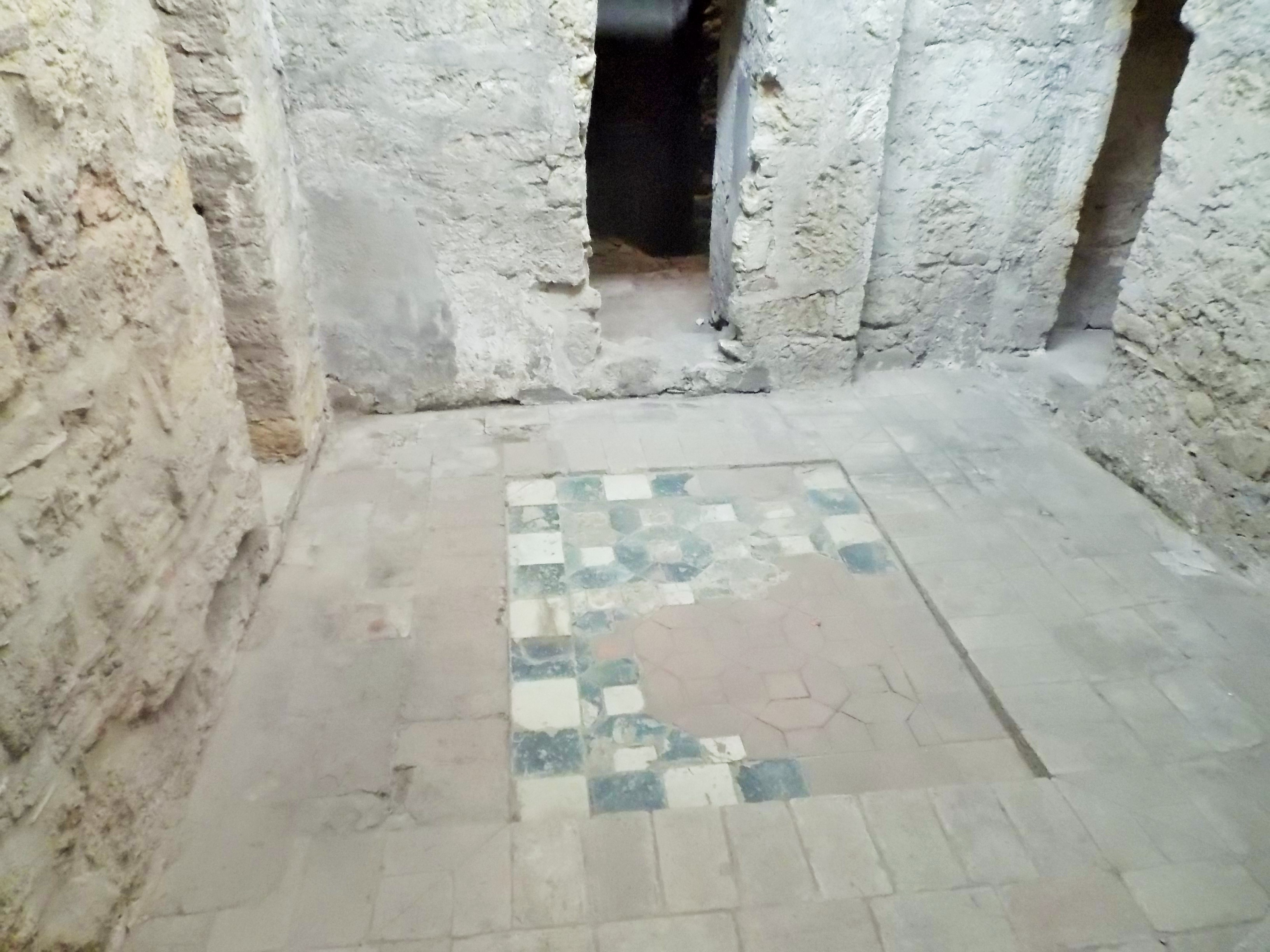
Azulejos originales del pavimento de la sala fría (bayt al-barid) de los baños almohades del

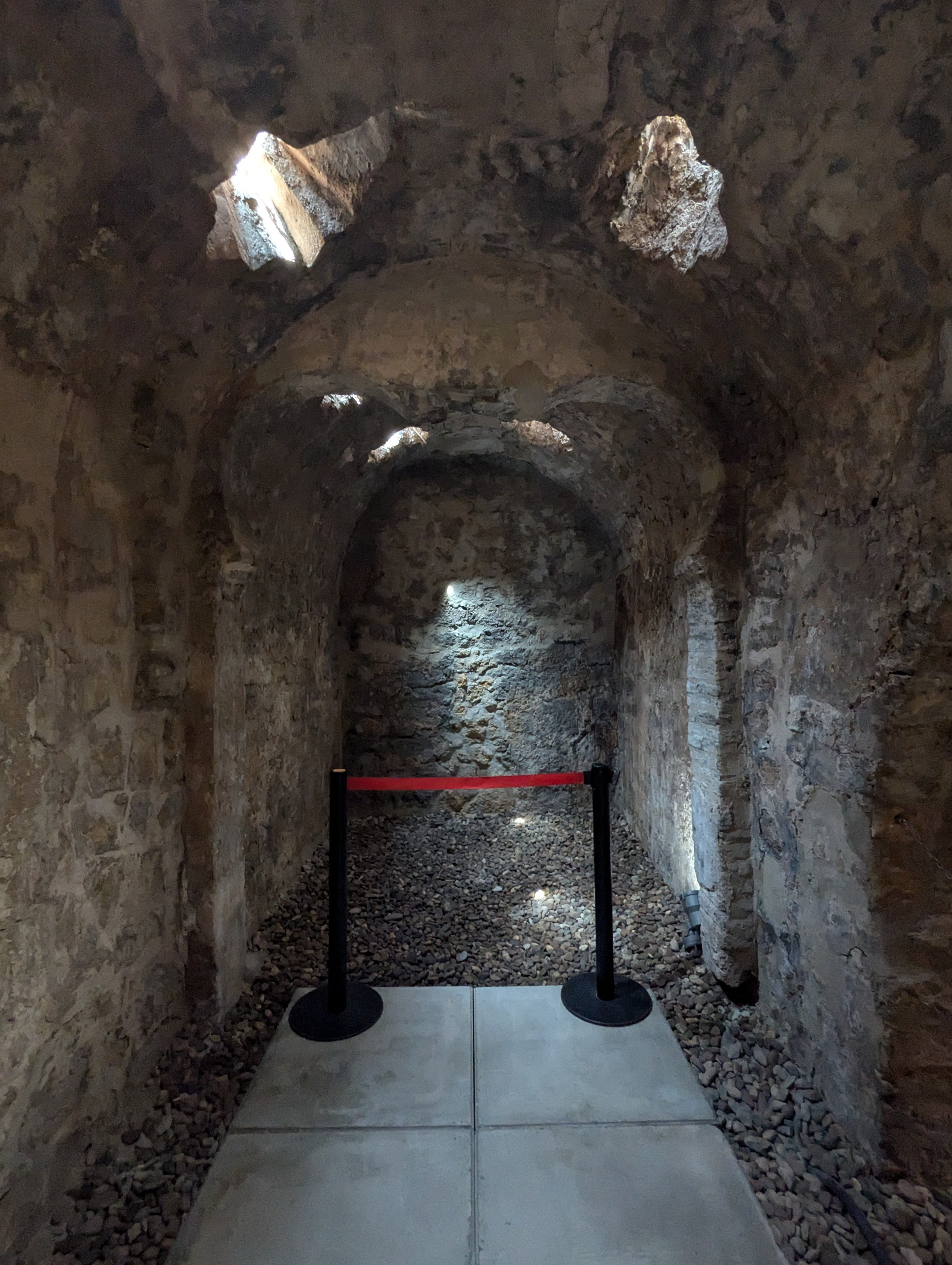
Sala caliente de época almohade

Una vez acontecida la llegada del Imperio almohade en la ciudad durante el siglo XII, se construyeron unos nuevos baños en la zona más occidental. La habitación oriental del salón de recepciones se reutilizó como vestuario, así como el antiguo horno califal para sus funciones. La sala fría tenía una estructura cuadrangular, realizada en ladrillo y pila central decorada con azulejería verde y blanca, además de tener acceso a un espacio de descanso y a una letrina que ha conservado su asiento en piedra caliza. Por otro lado, la sala templada estaba dividida en dos habitáculos: el primero rectangular con bóveda de medio cañón y el segundo cuadrangular con bóveda de arista y cuyo pavimento marmóreo se ha conservado. Por último, la sala caliente almohade era de planta rectangular y bóveda de medio cañón, y albergaba una pila de inmersión en su lado oriental en la que se han observado modificaciones cristianas del siglo XIII. Al igual que en el baño califal, las bóvedas de la sala templada y la sala caliente estaban iluminadas con lucernarios en forma de estrella de ocho puntas.
En 1328, un siglo después de la conquista castellana de Córdoba, Alfonso XI decidió soterrar los baños (después de mandar construir los Baños de doña Leonor en el recién construido Alcázar de los Reyes Cristianos) y crear una gran plaza en su lugar que fue conocida como el «campillo del rey».

## Descubrimiento y puesta en valor
La primera evidencia tras su soterramiento es en 1588, cuando Ambrosio de Morales, cronista de Felipe II, utilizó materiales de los baños para construir un monumento a los mártires cordobeses, por lo que la zona comenzó a denominarse como Campo Santo de los Mártires. En 1691, al realizar una cimentación para una vivienda junto a la casa de las Pavas, se hallaron bóvedas de los baños, cuyas piezas, tras su correspondiente permiso al Cabildo por fray Juan de la Encarnación, fueron reutilizadas para erigir la nueva iglesia de San Pedro de Alcántara.
Los restos se hallaron de nuevo accidentalmente en 1903 con motivo de unas obras de ajardinamiento en el área ahora conocida como Campo Santo de los Mártires, acudiendo el arqueólogo Rafael Ramírez de Arellano, aunque volvieron a enterrarse unos meses después por insalubridad. Entre 1961 y 1964, los arqueólogos Félix Hernández y Rafael Castejón, que buscaban lugares funerarios musulmanes, sacaron a la luz dicha construcción, dejando constancia de la gran envergadura de la misma. El proceso fue mucho más minucioso que el realizado a principios de siglo e incluso llevaron a que el sitio fuera declarado Bien de Interés Cultural.

### Museo
El 26 de octubre de 2006, después de dos años de reformas para su adecuación y una inversión de 240.000 euros, los Baños Califales se abrieron al público en forma de museo. La visita transcurre por una serie de estancias que incluye un área de recepción, el antiguo vestuario, un jardín andalusí, un salón taifa, el baño almohade y la zona de servicio.